# Miasto Otočac
Miasto Otočac (chorw. Grad Otočac) – jednostka administracyjna w Chorwacji, w żupanii licko-seńskiej. W 2011 roku liczyła 9778 mieszkańców.